# Jack Six
Jack Six (26 luglio 1930 – 14 marzo 2015) è stato un bassista statunitense.

## Biografia
Imparò a suonare la tromba da adolescente prima di passare al basso. Studiò alla Juilliard nel biennio 1955-1956 e poi suonò in diverse big band come quella che fu di Tommy Dorsey sotto la direzione di Warren Covington e le band di Claude Thornhill e Woody Herman. Nella prima metà degli anni 60 suonò con Don Elliott, Jimmy Raney, Kenny Davern, The Dukes of Dixieland e Herbie Mann; ha continuato poi con Davern al fianco di Dick Wellstoodcome house band per il Ferryboat, un club di Brielle, nel New Jersey. Divenne membro dell'ensemble di Dave Brubeck nel 1968, rimanendovi fino al 1974, e durante questo periodo suonò anche con Tal Farlow. Negli anni 70 ha lavorato con Illinois Jacquet e Jay McShann, tra gli altri. Ha diretto eventi musicali in un casinò di Atlantic City all'inizio degli anni 80 e ha registrato con Susannah McCorkle e Jack Reilly; più tardi quel decennio è tornato nell'ensemble di Brubeck, rimanendo con lui fino al suo ritiro negli anni 90.

## Discografia
- 1969 - Bacharach for the Ladies
- 1969 - Bacharach Revisited - 10 Backgrounds for Male Singers
- 1973 - We're All Together Again for the First Time (con Dave Brubeck, Gerry Mulligan, Alan Dawson e Paul Desmond)
- 1974 - Newport Jazz Festival Japan